# وادي منجل

 تقسيم اداري

| البلد    | المملكة العربية السعودية  |
| المنطقة  | الباحة                    |
| المحافظة | المخواة                   |
| المحافظ  | محمد جمعان بن دادا        |
| الشيخ    | عبد الله بن احمد بن موالا |
| القبيلة  | بني عمر الأشاعيب          |

وأنت تقطع المسافة الفاصلة بين طريق الملك فهد في المخواة متوجها نحو الباحة، يمتد على يسارك وعلى مرمى البصر واد فسيح وسلسلة من الجبال، وبينها تقع قرى وادي منجل بدءا من قرية الطرف وانتهاء بقرية الميلح التابع لمركز الجوة، وفي اللحظة التي تسلك هذا الطريق تقفز إلى ذهنك مفاهيم التنمية الريفية، وغيابها عن هذه المنطقة، خصوصا عندما تجد أكثر من 12 قرية متناثرة على ضفتي هذا الوادي، وأغلب منازلها مهجورة بسبب مغادرة ساكنيها إلى المدن المختلفة بحثا عن الخدمات، وعند ذلك تتأكد أن النتيجة الطبيعية غياب التنمية المتوازنة

## الموقع
وادي منجل يقع في المخواة على طريق الملك فهد في الجهة اليسرى وأنت متوجها إلى الباحة يبعد عن المخواة قرابة 15 كيلو

## السكان
يتجاوز عدد سكان وادي منجل 1500 نسمة منهم من يعيش في الوادي ومنهم من غادر بسبب قلة الخدمات

## المناخ
حار في فصل الصيف معتدل في فصل الشتاء مع تفاوت في كمية الامطار

## قرى الوادي
يتضمن وادي منجل 12 قرية ابتداء من الطرف وانتهاء بالميلح وهي كالاتي:-
1. دار آل سعيد
2. الجهلان
3. غياض
4. الفرع
5. الحواز
6. الطرف
7. العراونة
8. غافلة
9. الصقرة
10. الدعاعيق
11. الخليفة
12. الميلح

## أعمال السكان
اشتهر أهالي الوادي في الزمن الماضي بالرعي، الزراعة
أما اليوم فجميع الأهالي يعملون في الوظائف الحكومية (مدنية، عسكرية) وبينهم رجال أعمال

## بماذا عرف أهالي منجل؟
عرف أهالي منجل بالجود حتى ان اسمه في الأوساط الشعبية (منجل الجود)

## طول الوادي
يبلغ طول الوادي 22 كم

## ابرز معالمة الجغرافية
الجبال الشاهقة
ومنها جبل التيس الذي يعتبر من أشهر جبال تهامة واطولها بعد جبلي شدا ونيس ويقع في الجهة الشمالية منه

## أشهر المنتجات الزراعية
من أشهر المنتجات الزراعية سابقا الحبوب مثل:-
1. الدخن
2. البياض
3. الذرة
4. المقتصرة
5. السيال
6. الدقسة